# Моріс Вердонк
Моріс Вердонк (4 грудня 1873 — 1 березня 1968) — бельгійський академічний веслувальник.
Срібний призер Олімпійських Ігор 1900 року в складі вісімки.
Чемпіон Європи 1900 року в складі вісімки.